# Robert L. Stern
Robert L. Stern (* 22. November 1932) ist ein römisch-katholischer Geistlicher aus den Vereinigten Staaten.

## Leben
Robert L. Stern besuchte die Schule in New York City und studierte Physik am Massachusetts Institute of Technology. Nach einer Rom-Wallfahrt 1950 mit einer Begegnung mit Papst Pius XII. studierte er Katholische Theologie und Philosophie. Er empfing 1958 die Priesterweihe durch den Erzbischof von New York, Francis Kardinal Spellman. Stern war anschließend über 25 Jahre im Erzbistum New York tätig. Er absolvierte ein Doktoratsstudium des Kanonischen Rechts an der Päpstlichen Lateranuniversität in Rom.
1987 wurde er Generalsekretär der Catholic Near East Welfare Association (CNEWA), einer Wohlfahrtsorganisation die Menschen im Mittleren Osten, Nordost Afrika, Indien und Osteuropa unterstützt. Zudem wurde er zum Präsidenten der Päpstlichen Kommission für Palästina ernannt, einer 1949 von Papst Pius XII. gegründeten Organisation zur Unterstützung Palästinas. Von 1994 bis 2007 war er Mitglied des International Board of Regents der Universität Bethlehem, insbesondere Gründungspräsident der Bethlehem University Foundation im Jahre 1998.

## Ehrungen
- Ernennung zum Apostolischen Protonotar durch Papst Benedikt XVI.
- Ernennung zum Archimandrit durch den Patriarchen von Jerusalem der Melkitischen Griechisch-Katholischen Kirche
- Großoffizier des Ritterordens vom Heiligen Grab zu Jerusalem
- Ehrenbruder der Brüder der christlichen Schulen (De la Salle Brothers)
- Ehrendoktorwürde der Universität Bethlehem (2011)[1]